# 神樹の館
『神樹の館』（しんじゅのやかた）は2004年9月24日にMeteorが第1作として発売した18禁アドベンチャーゲームである。

## 解説
有限会社ナインプラネッツのブランドとしてのMeteorのデビュー作。
洋館を舞台としたいわゆる「館もの」のアダルトゲームだが、伝奇ものの要素も含んでいる。

## ストーリー
（出典：）
主人公・工月秋成は大学生であり、卒業論文に必要な資料を探していた。大学の友人である四ツ谷麻子は、山奥にひっそりと立つ「神樹の館」という洋館を工月に紹介し、2人でそこへ赴くことになった。神樹の館にたどり着いた2人は、館をひとり管理するメイドの知里紫織に迎えられ、案内された書庫で資料を探し始める。
館の住人は紫織の他に3人いた。双子の少女、斎（いつき）と伊美（いみ）と姿を現さない館の主人である。
主人公と麻子は館に滞在することを決めるが、後に麻子は行方不明となってしまう。主人公は住人達に館に留まるよう説得される。2人は無事に館を出られるのだろうか。

## 登場キャラクター
（出典：）
工月秋成（くげつ あきなり）
主人公。大学生であり卒業論文を書いている。
四ツ谷 麻子（よつたに あさこ）
声：小田真ゆみ
工月と同じ大学に通う大学生。工月とは友達以上恋人未満の関係である。社交的で世話焼きな性格をしている。神樹の館で行方不明となる。
知里 紫織（ともさと しおり）
声：ひびきりん
神樹の館に仕えているメイド。穏やかで優しい性格をしている。書物に造詣が深く、工月の資料探しにも協力してくれる。性技に長けており、主人公を誘惑して館に留まらせようとする。
斎（いつき）、伊美（いみ）
声：福元コヒロ
神樹の館に住まう双子の姉妹。髪を二つくくりにしている方が斎、髪を三つ編みにしているほうが伊美である。外見は瓜二つだが性格は異なっている。齋は勉強が苦手なドジっ娘だが活発な性格をしており、伊美はしっかり者で大人しい性格。外部の人間に対する警戒心が強いが、主人公に次第に打ち解けてゆく。
竜胆（りんどう）
声：藤嶋永遠
館の奥にある蔵に住むアルビノの少女。和服姿で、いつも手毬を抱えている。普段はめったに現れない。

## スタッフ
- シナリオ：田中ロミオ[1]
- 原画：Yuyi[1]
- 主題歌：「籠の鳥の孤独」[1]

作曲編曲：大山曜、作詞：江幡育子、歌：いとうかなこ